# Parc national Noel Kempff Mercado
Le parc national Noel Kempff Mercado, se trouve au nord du département de Santa Cruz en Bolivie. Il a été créé le 28 juin 1979 et il est inscrit sur la liste du patrimoine mondial depuis 2000.
Il porte le nom du naturaliste bolivien Noel Kempff Mercado, assassiné dans le parc en 1986.

## Situation
Le parc est situé au nord-est du département de Santa Cruz dans les provinces Velasco et Iténez en Bolivie bordant les états brésiliens du Rondônia et du Mato Grosso sur le plateau ou meseta de Caparú ou Chancaca, à 600 km de la ville de Santa Cruz de la Sierra. Il a une superficie de 1 523 446 hectares (15 234, 46 km2). Son altitude varie entre 100 et 750 mètres. Le climat est tropical, chaud et humide et les précipitations oscillent entre 1 700 et 2 500 mm par an.

## Hydrologie
Le bassin le plus important est celui du río Guaporé ou Iteñez, dans lequel les ríos Paucerna et Verde se jettent. Ces deux affluents naissent dans la meseta Caparuch et forment les superbes chutes d'eau Fawcett, Federico Ahlfeld et Arco Iris, cette dernière haute de 80 m. L'Iteñez ou Guaporé coule à l'est du parc, du sud-sud-est vers le nord-nord-ouest et forme une longue partie de la frontière avec le Brésil, tandis qu'à l'ouest se trouve le río Paraguá qui fait la frontière avec le département de Beni. Il y a aussi plusieurs lacs de tailles diverses. Les plus grands sont les lacs Chaplín avec 125 km2 et Bella Vista avec 196 km2.

## Géologie
Le plateau ou meseta de Caparú (150 km de long sur 50 km de large soit 530 000 hectares) est formé de roches sableuses et de quartzites d'origine précambrienne. Elle se caractérise par une plaine ondulée au sommet et des falaises escarpées avec des vallées. On croit que cette meseta a été formée lors de cycles d'érosion successifs, depuis quelque 20 millions d'années.

## Caractéristiques de l'aire du parc
Le parc est situé dans une zone biogéographique où convergent les influences de la région amazonienne au nord, des bois secs subtropicaux du sud (Gran Chaco), du cerrado brésilien de l'est et de la forêt dite Bosque Chiquitano de l'ouest. De plus il fait partie de ce qu'on appelle le bouclier brésilien. Il est une des élévations les plus étendues de la région. Tout cela fait qu'il y a là des communautés et des populations de plantes et d'animaux très divers et uniques en Bolivie. Parmi les écosystèmes, soulignons ceux des forêts subhumides, des forêt-galeries et des savanes apparentées à celles du Brésil. Le tout en excellent état de conservation. Traditionnellement cette région a été utilisée pour l'exploitation du caoutchouc.

## Végétation
Le parc montre une extrême diversité des habitats. Ceux-ci se regroupent en cinq zones :
1. forêt humide de hautes terres ;
2. forêt inondée et forêt-galerie le long des cours d'eau ;
3. forêt sèche ;
4. savane de hautes terres ;
5. zones humides ou marécages de savane.

Le parc est une réserve biologique de premier plan par la superficie déjà importante protégée et par le fait qu'il protège des forêts sèches dans les régions du cerrado et des zones humides de savane qu'on est en train de détruire ailleurs dans le monde et sur le continent, et ce à un rythme accéléré sous prétexte d'en faire des zones de production agricole et d'élevage.

## Flore

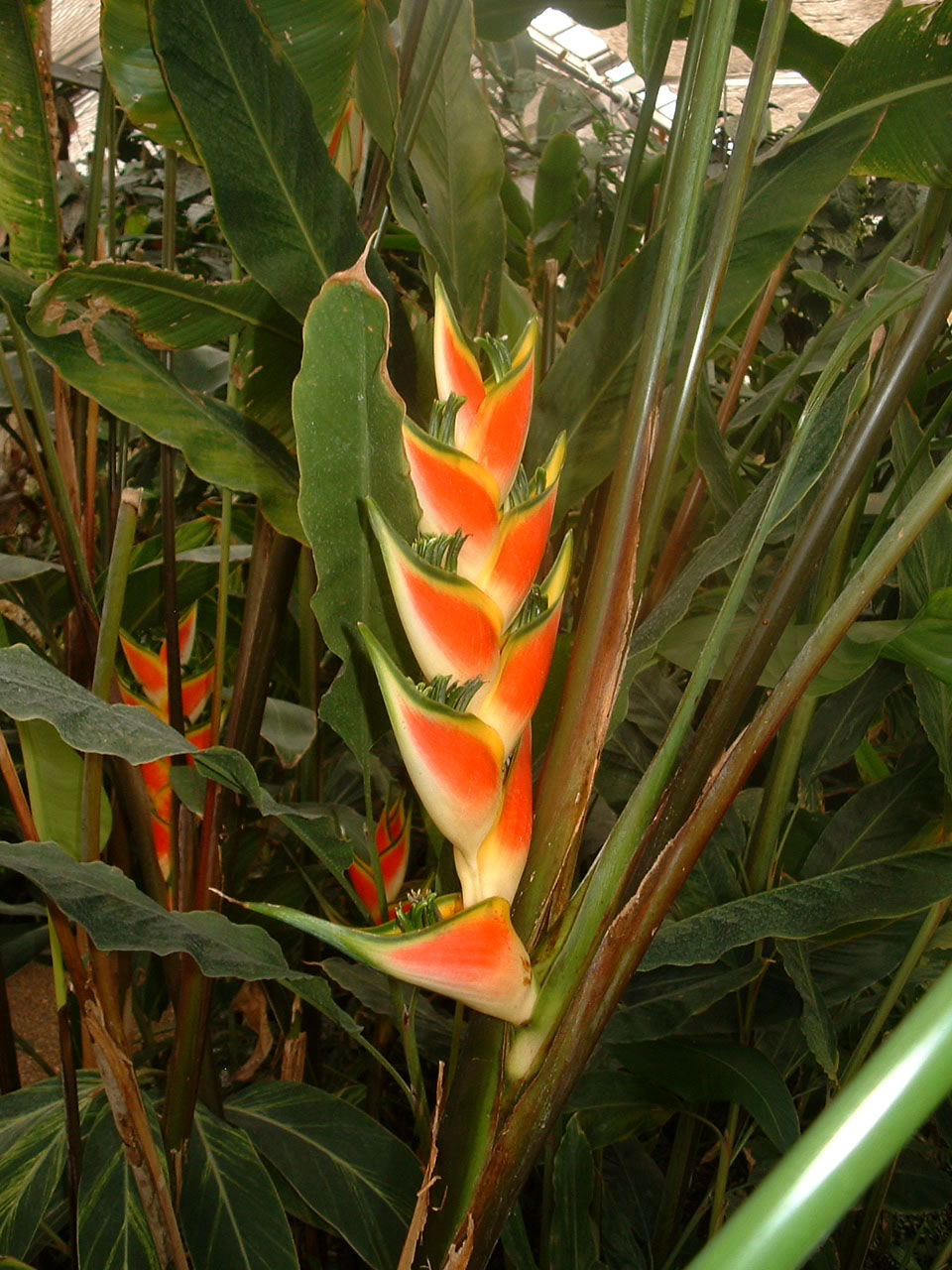
Une espèce dHeliconia

La flore du parc est riche en diversité de communautés végétales. On recense non moins de 4 000 espèces de plantes vasculaires.
En effet, il y a dans le parc de nombreuses espèces d'orchidées, de broméliacées, de passiflores, d'heliconias, d'aracées et de palmiers. Remarquables sont les espèces d'importance économique comme la Swietenia macrophylla, le amburana ou roble, le Cedrela odorata, le caoutchouc, diverses espèces de palmiers comme l'Euterpe precatoria ou asaí ou palmito, en plus d'une impressionnante diversité d'espèces d'orchidées, végétaux typiques du cerrado brésilien tout proche.

## Faune

### Mammifères
Dans le parc on recense en 2006, 139 espèces de mammifères y compris des espèces comme le jaguar, le puma, l'anta ou tapir, le tayassu tajacu ou tayassu pecari, l'atèle belzebuth ou marimono, le Mazama americana ou venado et des espèces rares comme le chien bois, le loup à crinière, le ozotoceros bezoarticus ou gama que nous appelons cerf des pampas, le blastoceros dichotomus ou cerf des marais, le boto (Inia geoffrensis geoffrensis), le Pteronura brasilensis ou loutre géante et bien d'autres. Le parc protège un total de 33 mammifères qui ont été classifiés comme menacés ou en danger d'extinction.

### Oiseaux
Dans le parc on a enregistré 617 espèces d'oiseaux; cela représente 20 % des espèces d'Amérique du Sud. Mais on estime que ce nombre augmente lorsque tous les migrants et visiteurs occasionnels sont incorporés à la liste.
Certains d'entre eux sont : le pava de monte, le paraba, l'ara aratinga, le toucan, la crécerelle d'Amérique, la perdrix, le bato ou jabiru mycteria, le dendrocygna (gros canard), les hérons ou garzas, le martin pêcheur  et bien d'autres. On trouve de petits oiseaux endémiques de la région comme la Sporophila nigrorufa, des oiseaux rares comme l'aigle harpia, le nandou et bien d'autres. On compte un total de 29 espèces qui ont été classifiées comme menacées ou en péril d'extinction.

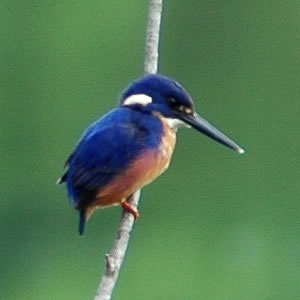
Martin pêcheur Alcedo azurea
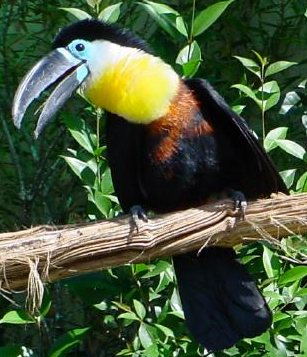
Le Grand Toucan

### Reptiles
Dans le parc on compte 74 espèces de reptiles incluant le caïman noir, la tortue terrestre, l'anaconda sicurí, la tortue tataruga, le mapanare, le crotale, les iguanes, etc. Des études récentes ont ajouté sept nouvelles espèces au patrimoine bolivien, dont trois sont aussi nouvelles pour la science et sont endémiques dans la région.

### Amphibiens
Le parc compte un total de 62 espèces d'amphibiens, tous de l'ordre des anoures, crapauds et grenouilles.

### Poissons
Les poissons sont les vertébrés les moins étudiés de la zone, mais ils sont fort importants étant donné la dépendance de la population humaine de cette ressource. Une expédition récente a noté un total de 250 espèces de poissons.

### Invertébrés
Ce sont les organismes les plus abondants dans ce parc. Ils sont aussi les groupes d'animaux les moins étudiés donc les moins connus. Actuellement il y a une liste de 347 espèces d'insectes.